# San Giovanni Battista (Corte)

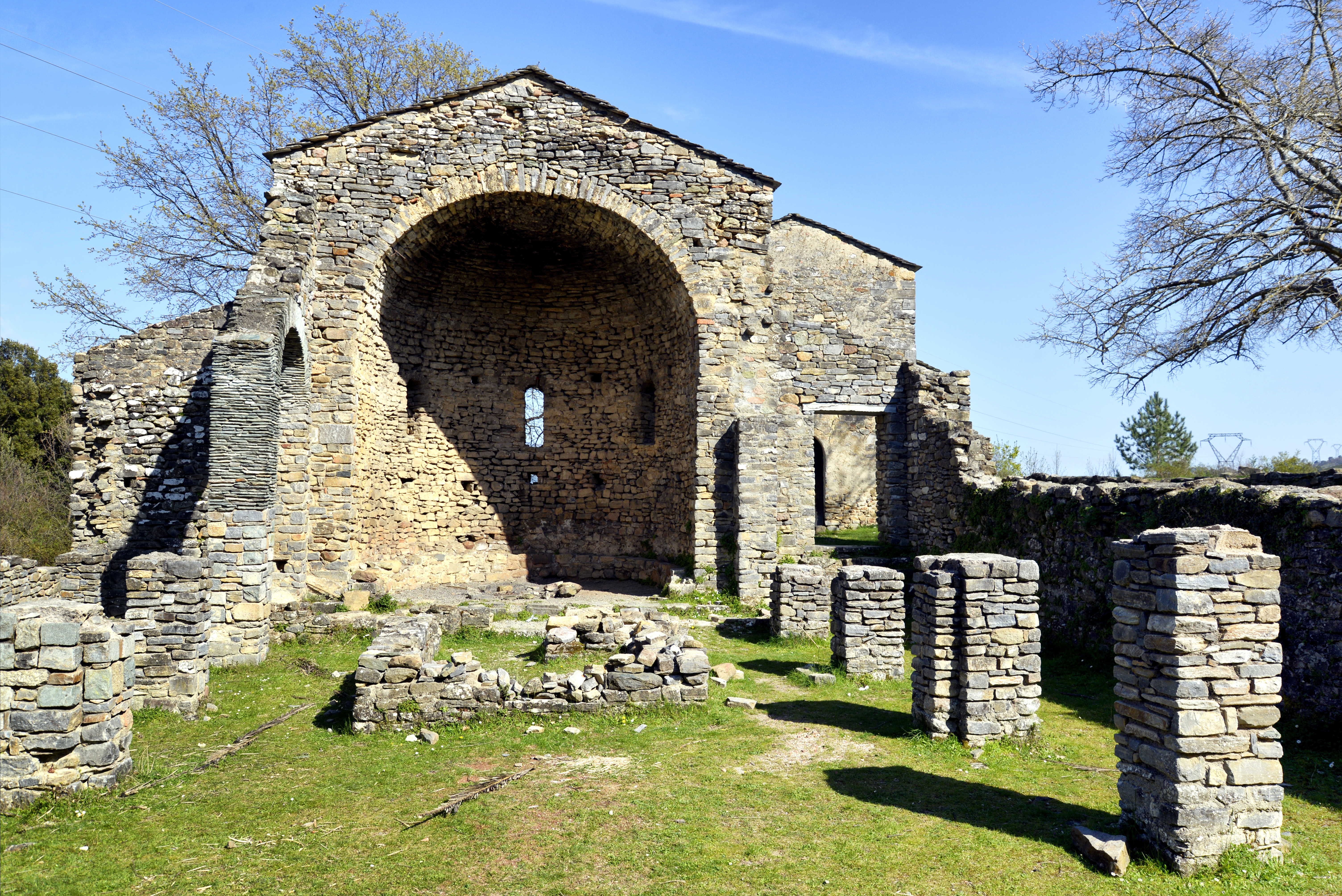
San Giovanni Battista

San Giovanni Battista bei Corte (St. Johannes der Täufer) auf Korsika bestand aus einer dreischiffigen vorromanischen Kirche und einer benachbarten Taufkapelle, beide aus dem 9. Jahrhundert. Die Ruinen der Kirche liegen neben dem ehemaligen Truppenübungsplatz.
Die ehemaligen Fassaden, besonders jene im Westen mit dem Portal und den ansehnlichen Größenverhältnissen, sind weitgehend abgetragen. Lediglich die Apsis blieb erhalten. Lisenen und Bögen aus gelben Tuffsteinen hoben sich an allen Seiten vom grauen Mauerwerk ab. Schmale Fenster, wie diejenigen in der Apsis, werden auch die Seitenwände der unterschiedlich hohen Schiffe, insbesondere des höheren und doppelt so breiten Mittelschiffs, besessen haben. Die Dächer waren einst mit braunen Steinplatten (Teghie) bedeckt. Im Inneren sind die Reste des Bodenbelages und eines Ambos, der Chorschranke und der Schola erhalten.
Auf einer höher gelegenen Terrasse liegt die schmucklose Taufkapelle. Der seitliche Zugang eines Vorraums führt zu der im Grundriss quadratischen Kapelle, die kleeblattartig an drei Seiten Apsiden aufweist. In der mittleren, der östlichen Apsis ist eine schmale Fensteröffnung ausgespart.

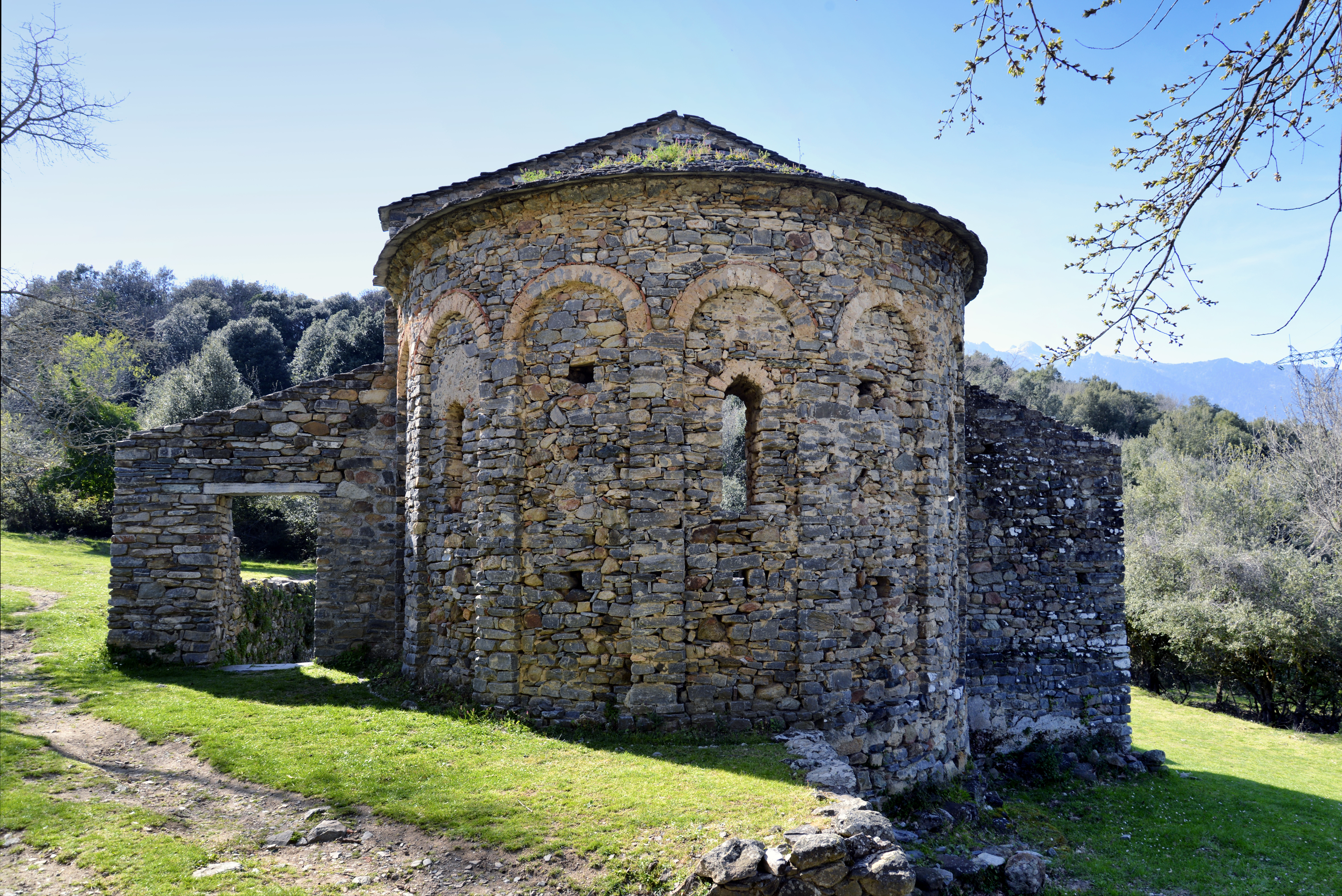
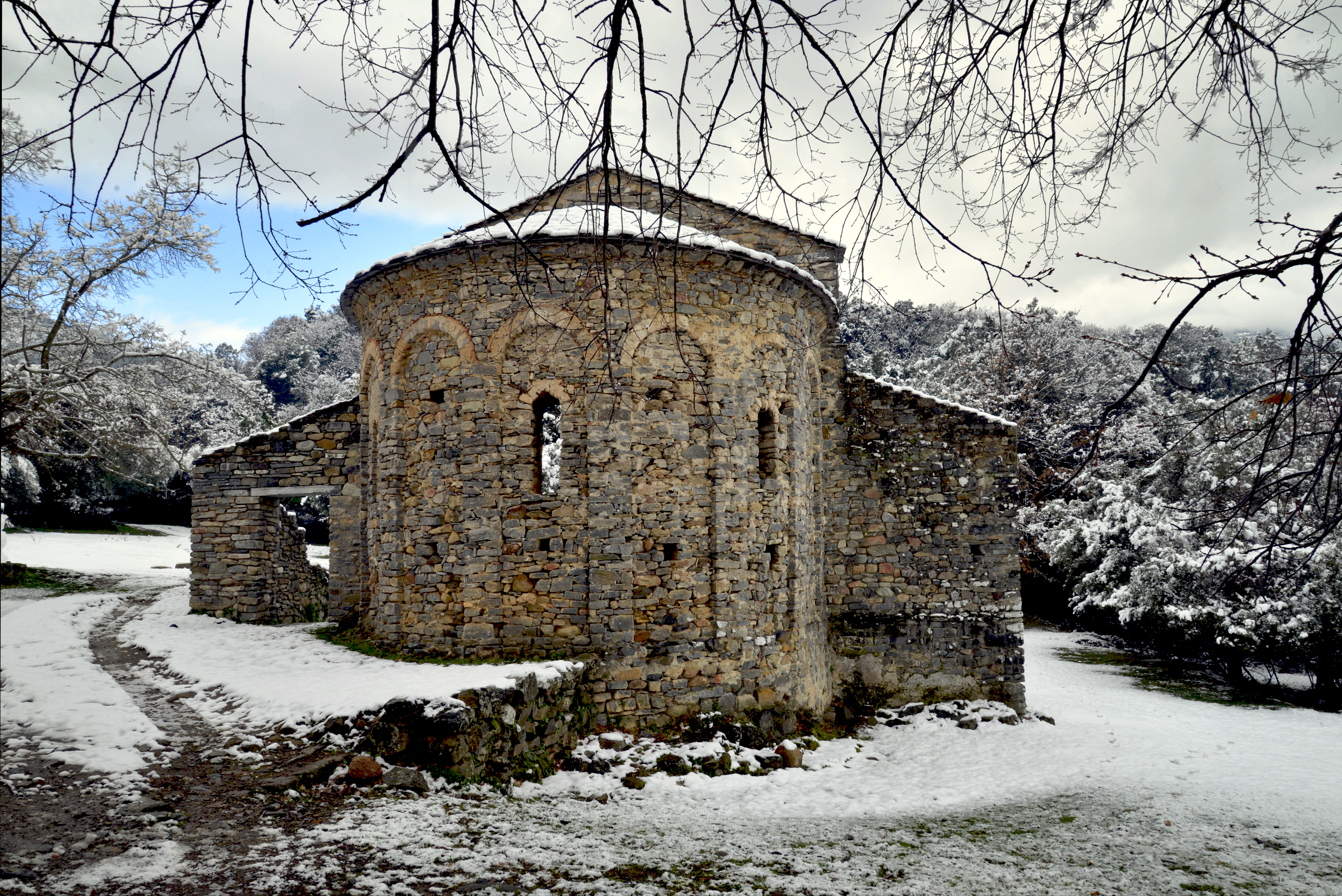
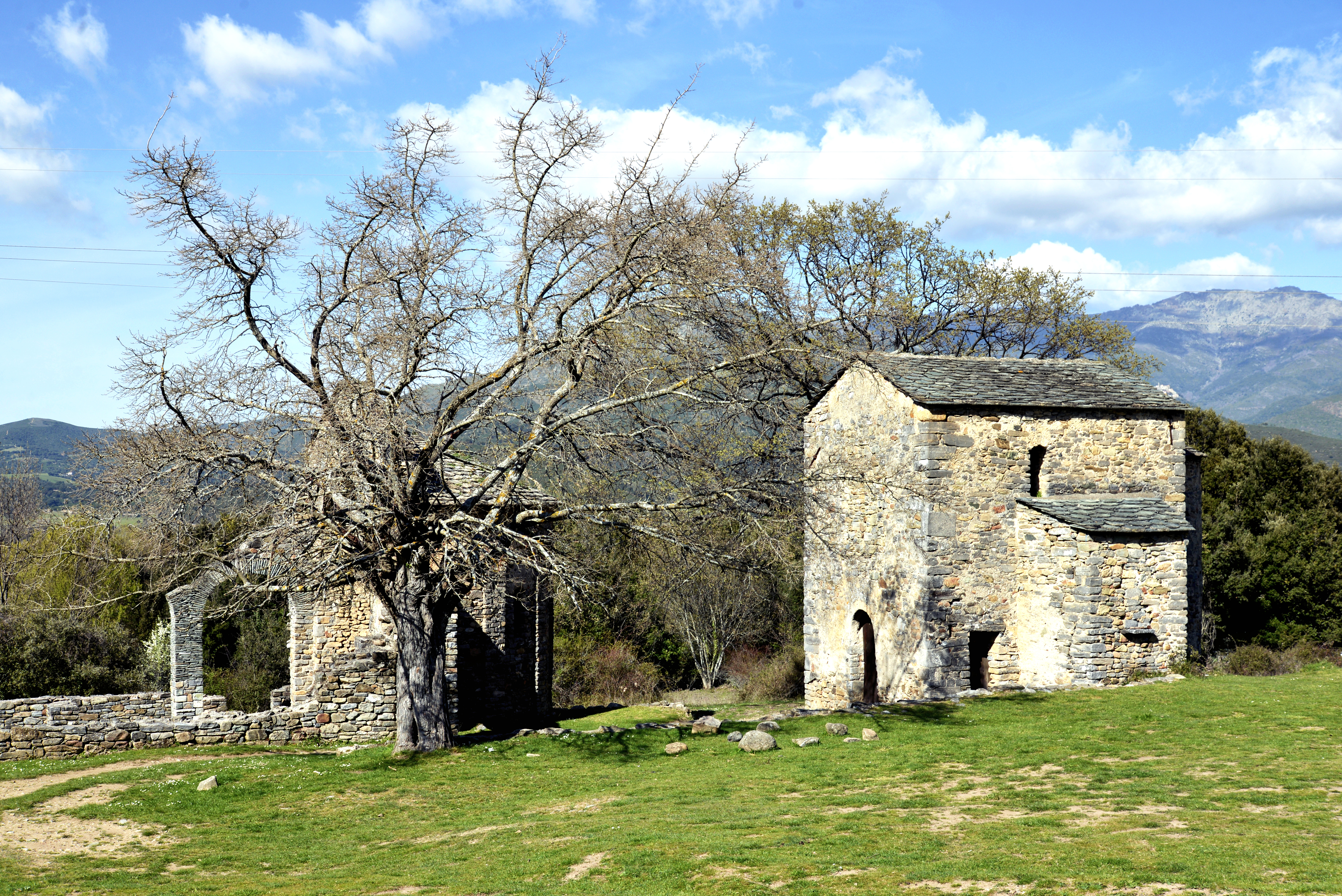
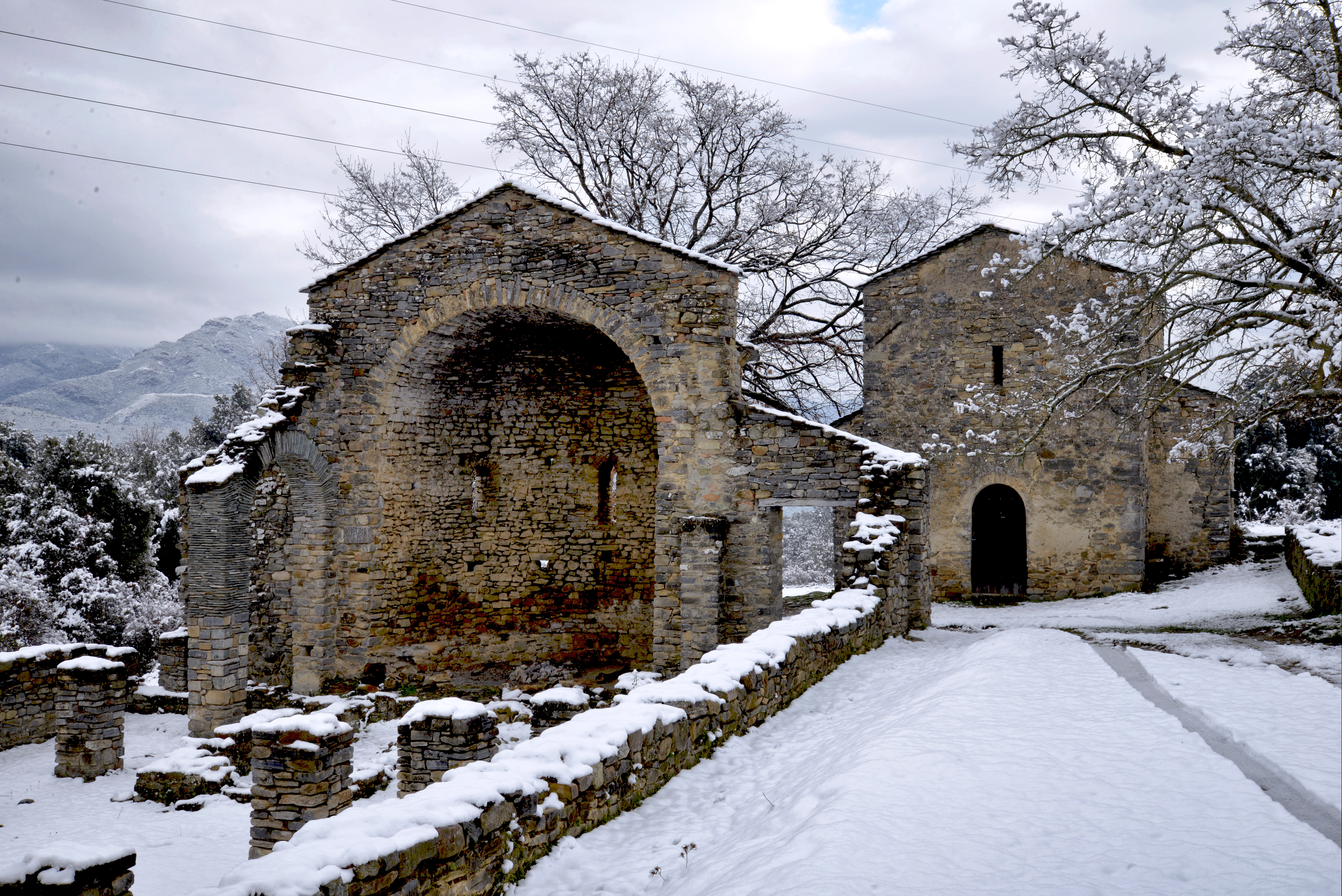